# Palacio de Bienville
El Palacio de Bienville (en francés: Château Bienville) es un palacio, arboreto y huerto propiedad de Catherine y Pierre Edmond Loiseau, de unas 7 hectáreas de extensión, en Eurville-Bienville, Haute-Marne, Champagne-Ardenne, Francia.

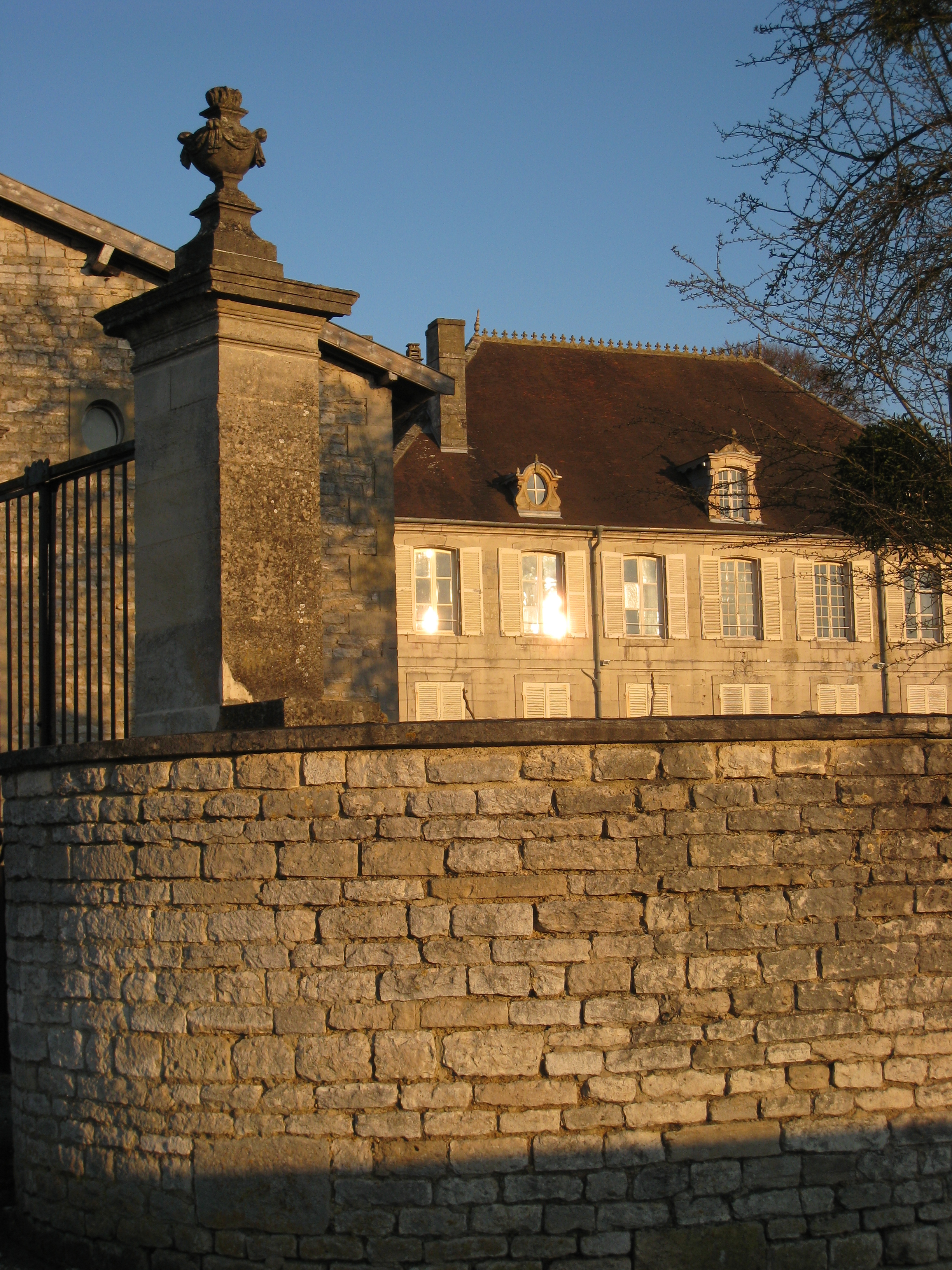
Palacio de Bienville.

Los edificios están inscritos como 

## Localización
Los terrenos de esta zona se caracterizan por una secuencia concéntrica de acantilados de diverso origen geológico, orientados de noreste a suroeste.
La comuna de Eurville-Bienville es parte de la cuenca de París. Se sitúa en las capas jurásicas (cuando había dinosaurios) y cretácicas (después de la desaparición de los dinosaurios). La comuna está a ambos lados del río Marne sobre calizas del Jurásico. Hacia el oeste, éstas dan paso a la tierra marga caliza del Cretácico.
Planos y vistas satelitales.48°35′09″N 5°02′14″E / 48.58583, 5.03722
Está abierto solamente en las fechas establecidas de "Rendez-vous aux jardins", únicamente visita guiada.  

## Historia
Las forjas se instalaron a lo largo del valle del Marne desde la Edad Media. La ubicación es ideal: la presencia de mineral de hierro (materia prima), bosques (combustión de madera y de fuente de carbono para darle dureza), y agua (fuerza utilizada para soplar, martillear, alimentación de calderas, etc.).
Las forjas de Eurville ya son mencionadas desde el siglo XIII. La población de la ciudad está directamente relacionada con la industria.
Las instalaciones siderúrgicas experimentaron accidentes. Sigue presente en la memoria el accidente del 10 de noviembre de 1884, cuando explotó una caldera de 14 metros a las 3 de la mañana, matando a 22 personas y dejando 33 heridos.
La crisis de la siderurgia causó la disminución gradual de la actividad de las fábricas de los dos pueblos, que fueron cerrando una tras otra: la de Bienville en 1955, la de Eurville en 1960.
El Palacio de Bienville data de 1750 y fue construido por el conde de Bienville Thomassin. Incluye un huerto (1805) de media hectárea con invernaderos, dos palomares, perrera y capilla.

## Jardines
En los jardines destacan:
- Orangerie del siglo XIX.
- Parque a la inglesa del siglo XIX, que fue diseñado en torno a 1830 en el sitio que ocupaba un jardín a la francesa. Se compone de una alameda circular con arboledas en relieves inclinados. Hay un gran número de árboles maduros.
- Patio principal y jardín con muros de piedra en seco,
- Invernaderos.

Entre los árboles dignos de mención destacan Ginkgo biloba, haya roja, fresno, roble. .